# Estasanor
Estasanor (en antiguo griego: Στασάνωρ) nació en el siglo IV a. C. en Solos, Chipre. Se le recuerda como uno de los generales de Alejandro Magno.

Estasanor fue sátrapa de Bactria y Sogdiana desde 321 a. C.

## Oficial de Alejandro Magno
Probablemente entró al servicio del monarca después de la conquista de Chipre en 333 a. C., pero la primera vez que es mencionado es durante la campaña de Bactria, cuando fue destacado por Alejandro con una fuerza considerable para reducir a Arsames, el sátrapa rebelde de la región de Aria. Esta misión, en conjunción con Fratafernes, la completó con éxito, y se reencontró con Alejandro en Zariaspa en otoño de 328 a. C., llevando a Arsames como cautivo. También llevaba prisionero a Barzanes, el cual había sido elegido como sátrapa de Partia por el líder rebelde Besos.

## Sátrapa
Como recompensa por sus éxitos obtuvo la satrapía de Aria, la cual, sin embargo, poco después fue cambiada por la de Drangiana; gobernó su satrapía durante la campaña de Alejandro Magno en la India. Cuando el rey retornó de la campaña, Estasanor fue uno de los que se reunió con él en Carmania con una oportuna cantidad de camellos y otros animales de carga, pero retornó para volver a asumir su cargo en la provincia, cuando el rey continuó la marcha a través de Persia.
 En la primera partición de las provincias tras la muerte de Alejandro (323 a. C.), Estasanor consiguió retener la satrapía de Drangiana, pero en la subsecuente división en el Pacto de Triparadiso (323 a. C.), cambió su antigua provincia por las más importantes satrapías de Bactria y Sogdiana.

 Aquí no vuelve a aparecer en la historia durante unos años, debido a que no toma parte, hasta donde se sabe, en el enfrentamiento entre Eumenes y Antígono I Monóftalmos, aunque al parecer estaba más a favor del primero. Al haber conseguido Estasanor el cariño de la población nativa, gracias a su justicia y moderación impartiendo la ley, consiguió una posición de poder ante Antígono, quién consideró prudente no castigar el que hubiera favorecido a su rival, y permitió que siguiera gobernando su satrapía (316 a. C.).

## Probable final
Tras 316 a. C. no vuelve a aparecer en la historia. Marco Juniano Justino sin embargo explica que alrededor de 305 a. C. Seleuco I atacó y conquistó Bactria, probablemente luchando contra Estasanor o, tal vez, contra su probable sucesor:

Seleuco combatió en muchas guerras en el Oriente después de la división del reino macedonio entre los diádocos. Al principio le tocó Babilonia; a partir de que su poder se incrementara tras sus victorias, decidió ir contra los bactrianos. Luego fue a la India, en la cual, tras la muerte de Alejandro, habían asesinado a sus prefectos, para liberarse de las cadenas de la servidumbre.
Marco Juniano Justino

## Personajes relacionados
Fue un contemporáneo y compatriota de Clearco de Solos (nacieron en la misma ciudad de Solos, en Chipre), un filósofo peripatético, que probablemente estuvo envuelto en la fundación bactriana de Alejandría de Oxiana.